# Aleksandar Bjelica
Aleksandar Bjelica (Servisch: Александар Бјелица) (Vrbas, 7 januari 1994) is een Servisch-Nederlands voetballer die bij voorkeur als verdediger speelt.

## Carrière
Bjelica stroomde in het seizoen 2013-2014 door vanuit de jeugd van FC Utrecht, op dat moment actief in de eredivisie. Na vier competitiewedstrijden in de hoofdmacht verhuurde Utrecht hem in juli 2014 aan Sparta Rotterdam, dan spelend in de eerste divisie. De bedoeling was dat Bjelica hier een jaar zou blijven, maar Sparta stuurde hem in november terug naar Utrecht. De reden hiervoor was dat Bjelica alleen naar het stadion wilde komen voor een wedstrijd thuis tegen N.E.C. als hij daarin een basisplaats zou krijgen. Sparta stuurde hem daarop per direct weg. In de week volgend op het incident ontbond ook Utrecht Bjelicas contract. Bjelica kon daarop in Alkmaar bij AZ terecht, maar ook daar wist hij geen indruk te maken. In de winterstop mocht hij zijn geluk beproeven bij PEC Zwolle. Tijdens die oproefperiode sleepte hij een contract binnen dat hem tot het eind van het seizoen bindt aan PEC Zwolle. Tijdens zijn periode bij PEC Zwolle kon Bjelica zich niet doorzetten en verkaste hij aan het eind van het seizoen naar eerstedivisieclub Helmond Sport. Daarvoor scoorde hij vijf keer in zeventien duels. Ook KV Mechelen merkte dit op en contracteerde Bjelica op 11 januari 2016 voor een contract van 2,5 seizoenen. In 2017 werd hij overgenomen door KV Oostende. Begin 2019 ging Bjelica naar Korona Kielce. In het seizoen 2019/2020 speelt hij op huurbasis voor ADO Den Haag. In oktober 2020 ging hij naar het Sloveense ND Gorica.
Op 25 november 2023 tekende hij een 1,5-jarig contract bij IJsselmeervogels, dat uitkwam in de derde divisie.

## Statistieken
| Seizoen         | Club                | Competitie                  | Competitie | Competitie | Play-offs | Play-offs | Beker | Beker | Totaal | Totaal |
| Seizoen         | Club                | Competitie                  | Wed.       | Dlp.       | Wed.      | Dlp.      | Wed.  | Dlp.  | Wed.   | Dlp.   |
| --------------- | ------------------- | --------------------------- | ---------- | ---------- | --------- | --------- | ----- | ----- | ------ | ------ |
| 2013/14         | FC Utrecht          | Eredivisie                  | 4          | 0          | 0         | 0         | 1     | 0     | 5      | 0      |
| 2014/15         | FC Utrecht          | Eredivisie                  | 0          | 0          | 0         | 0         | 0     | 0     | 0      | 0      |
| 2014/15         | → Sparta Rotterdam  | Eerste divisie              | 5          | 0          | 0         | 0         | 1     | 0     | 6      | 0      |
| 2014/15         | PEC Zwolle          | Eredivisie                  | 3          | 0          | 0         | 0         | 1     | 0     | 4      | 0      |
| 2015/16         | Helmond Sport       | Eerste divisie              | 17         | 5          | 0         | 0         | 2     | 0     | 19     | 5      |
| 2015/16         | KV Mechelen         | Eerste klasse               | 9          | 0          | 4         | 0         | 0     | 0     | 13     | 0      |
| 2016/17         | KV Mechelen         | Eerste klasse               | 25         | 3          | 1         | 0         | 2     | 0     | 28     | 3      |
| 2017/18         | KV Oostende         | Eerste klasse               | 24         | 2          | 0         | 0         | 3     | 0     | 27     | 2      |
| 2018/19         | KV Oostende         | Eerste klasse               | 8          | 1          | 0         | 0         | 1     | 0     | 9      | 1      |
| 2018/19         | Korona Kielce       | Ekstraklasa                 | 3          | 0          | 0         | 0         | 0     | 0     | 3      | 0      |
| 2019/20         | → ADO Den Haag      | Eredivisie                  | 2          | 0          | 0         | 0         | 0     | 0     | 2      | 0      |
| 2020/21         | ND Gorica           | 1. slovenska nogometna liga | 11         | 1          | 0         | 0         | 0     | 0     | 11     | 1      |
| 2021/22         | FK Spartak Subotica | Superliga                   | 4          | 0          | 0         | 0         | 0     | 0     | 4      | 0      |
| 2022/23         | K.v.v. Quick Boys   | Tweede divisie              | 17         | 1          | 0         | 0         | 1     | 0     | 18     | 1      |
| Carrière totaal | Carrière totaal     | Carrière totaal             | 132        | 13         | 5         | 0         | 12    | 0     | 149    | 13     |

## Erelijst
Met  PEC Zwolle
| Competitie | Winnaar | Winnaar | Runner-up | Runner-up |
| Competitie | Aantal  | Jaren   | Aantal    | Jaren     |
| ---------- | ------- | ------- | --------- | --------- |
| Nationaal  |         |         |           |           |
| KNVB beker |         |         | 1x        | 2014/15   |